# ماکوتو اوئه‌زو
ماکوتو اوئه‌زو (انگلیسی: Makoto Uezu؛  – ) فیلم‌نامه‌نویس اهل ژاپن بود.